# إدوارد إف. ديكنسون
إدوارد إف. ديكنسون هو محامي وقاضي وسياسي أمريكي، ولد في 21 يناير 1829 في فريمونت في الولايات المتحدة، وتوفي بنفس المكان في 25 أغسطس 1891. نشط حزبياً في الحزب الديمقراطي. وقد انتخب عضو مجلس النواب الأمريكي ‏.